# Diego Abatantuono
Diego Abatantuono (* 20. května 1955, Milán, Itálie) je italský divadelní a televizní herec a scenárista.

## Počátky
Diego se narodil v Miláně, kde i vyrostl. Jeho první herecké výkony spočívaly ve vystupování v kabaretu Derby, jehož majitelem byl jeho strýc. Vystupoval především v rolích maloměstských, zato však mazaných a chytrých prostých lidí. Jednou jeho roli zhlédl i showman, filmový režisér a vyhledávač talentů, Renzo Arbore a Diegovi nastal nový život.

## Úspěšné role, společnost
Renzo Arbore obsadil Diega do filmu Il pap´occhio a jeho kariéra šla strmě vzhůru. Nejúspěšnější rolí byla role fanouška v inscenaci Eccezzziunale...veramente, které také napsal scénář. Představuje se zde jako fanda tří nejúspěšnějších italských klubů, AC Milán, Inter Milán a Juventus Turín. O 24 let měla inscenace pokračování, kde se objevily i hvězdy AC Milan, jako Paolo Maldini, Massimo Ambrosini, Alessandro Costacurta, Dida a Gennaro Gattuso. Poté se například objevil v tragikomedii Vánoční dárek režiséra Avatiho. Zahrál si i vojáka Mussoliniho armády ve filmu Středozemí, který byl oceněn Oscarem.
Diego založil společně s režisérem G.Salvatoresem a se svým manažerem M.Tottim produkční společnost Colorado films.

## Osobní život
Diego je populární osobností italské televizní scény a je dlouhodobým fandou AC Milán.